# Blekerspark
Het Blekerspark is een park in de Nederlandse stad Leiden.
Het park is gelegen tussen de Herensingel en delen van de goeddeels verdwenen binnenvestgracht, op de plek van de voormalige Gemeentewerf. Het is aan de stadskant bereikbaar via het pad De Bleek en sinds 6 maart 1990 vanaf de Zijlpoort aan de andere zijde door een voetpad over het voormalige bolwerk waar in 1828 de rooms-katholieke begraafplaats Zijlpoort werd aangelegd. Het park is beplant met veertig eiken in blokverband. Op het onbeplante lagere gedeelte van het park, voorheen water, staat tegenwoordig een klim/klauterspeeltoestel, vormgegeven als Leids bastion.